# Degrés des Dentellières
Les degrés des Dentellières sont un escalier situé dans le centre de Liège en Belgique.

## Description

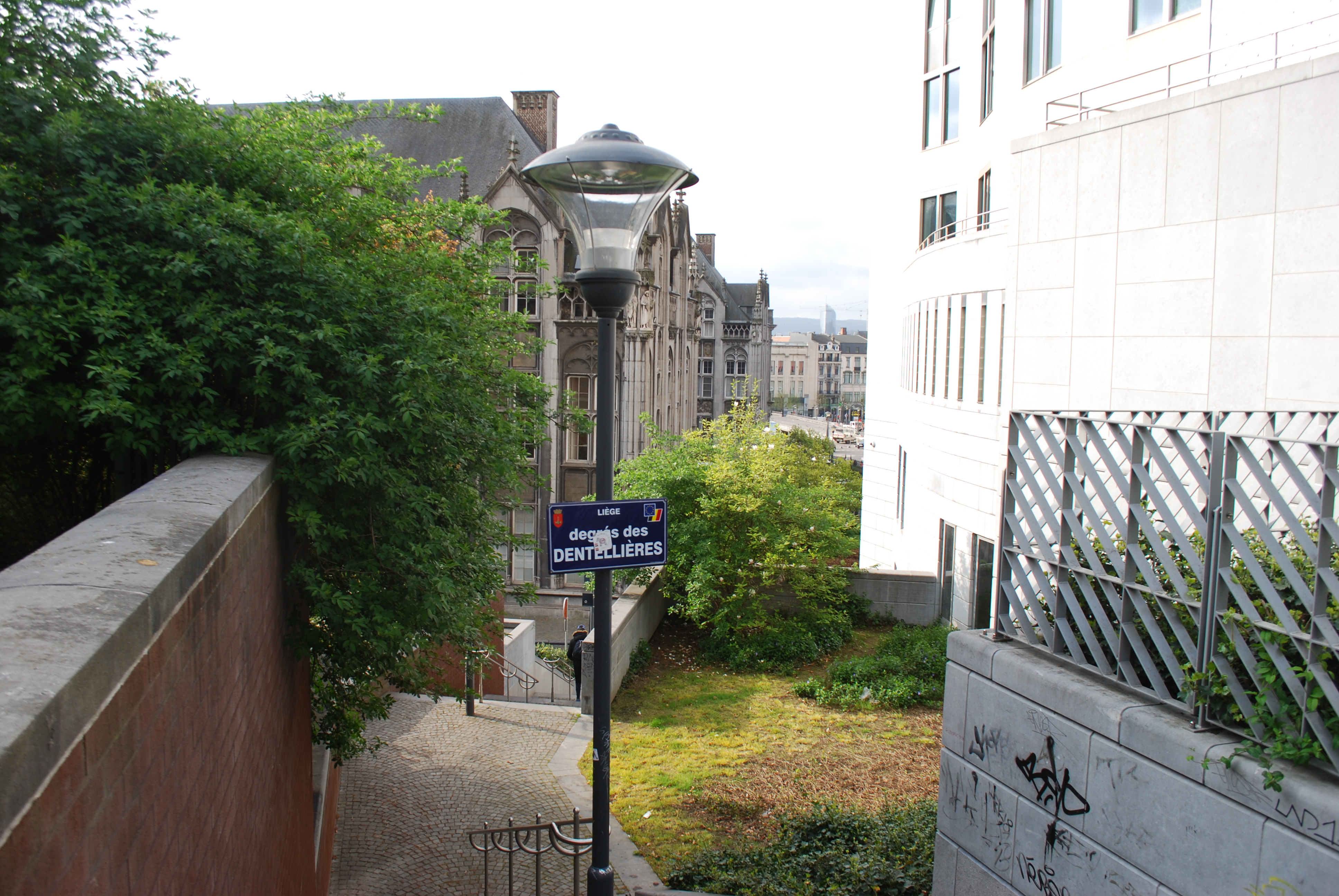
Vue du palais prise des degrés.

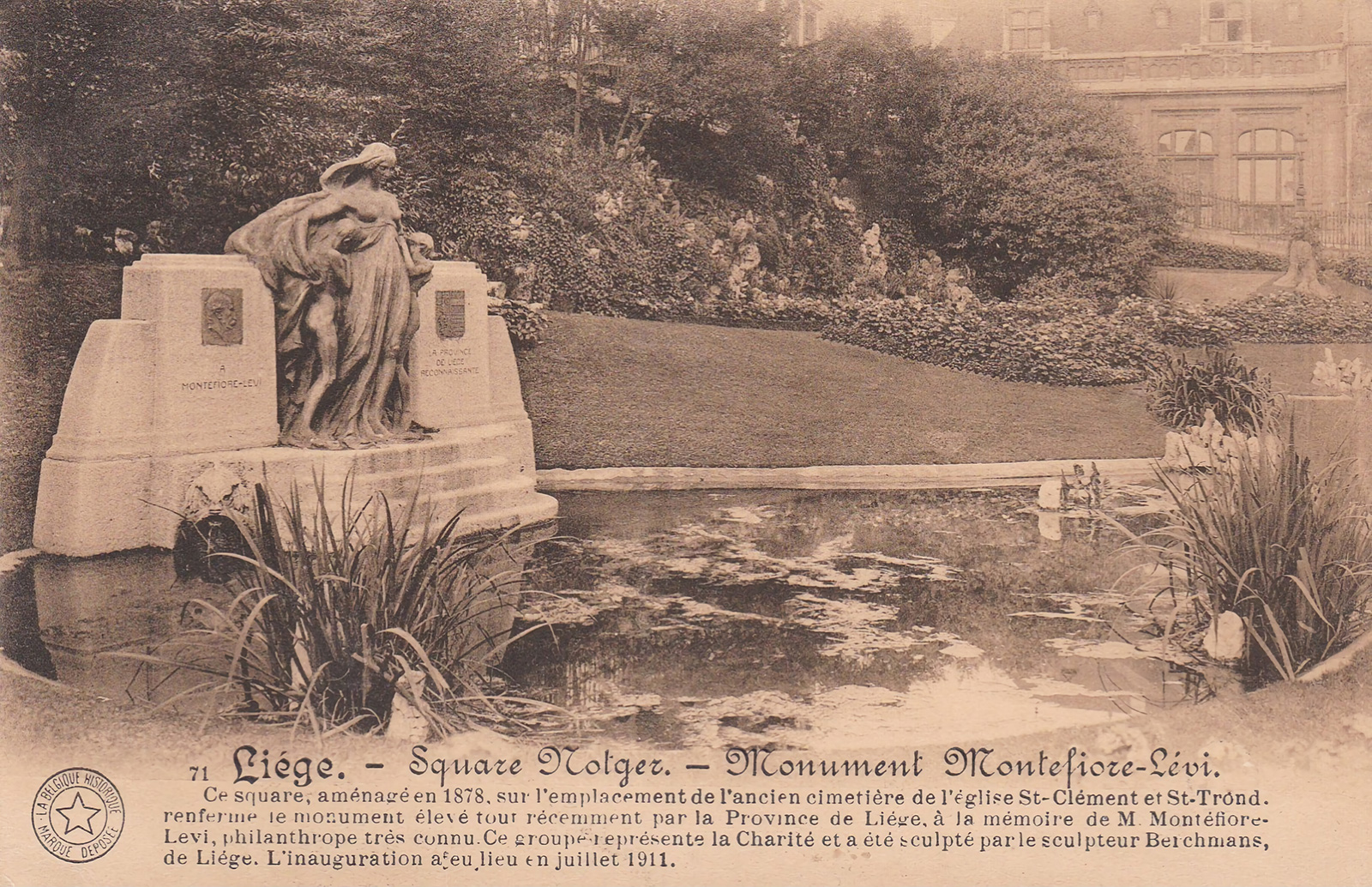
Le monument Montefiore-Levi au square Notger en 1911.

Les escaliers remplacent un escalier plus ancien créé lors du percement du tunnel de chemin de fer et de la création de la gare de Liège-Saint-Lambert en 1867.
À droite de l'escalier se tient la statue de bronze provenant du monument Montefiore-Levi réalisé par Oscar Berchmans en 1911 et qui se trouvait square Notger, jadis situé à quelques pas avant sa destruction en 1977. Démonté puis restauré en 1995, le monument est d'abord installé dans la cour de l'Hôtel Somzé, en Féronstrée. En 2012, la statue du monument est installée à son emplacement actuel, selon le souhait de l'architecte Claude Strebelle,.

## Voies adjacentes
- Rue Pierreuse
- rue du Palais